# Lista, Lista socken
Lista är en utbredd bebyggelse omkring Lista kyrka i Lista socken i Eskilstuna kommun. Från 2015 avgränsar SCB här i dess västra del en småort.
Lista omtalas första gången i skriftliga handlingar 1369. Byn ligger på en moränplatå, och bebyggelsen härrör huvudsakligen från 1800-talet och tidigt 1900-tal. En av gårdarna köptes 1916 av Lista kommun och gjordes till kommunens ålderdomshem. Här finns även en äldre lanthandel och ett före detta mejeri i tegel från 1916. Öster om kyrkan finns ett område med kvarn och såg samt en verkstadsbyggnad från tidigt 1900-tal. Sydväst Lista kyrka ligger Lista sockenmagasin från 1700-talet. Söder därom ligger Lista skola, som uppfördes på 1840-talet men tillbyggdes på 1870-talet. En ny skola uppfördes i Listas nordöstra del vid mitten av 1900-talet, i närheten finns även några modernare villor.